# Heinrich-Pestalozzi-Oberschule (Löbau)
Die Heinrich-Pestalozzi-Oberschule in Löbau ist eine allgemeinbildende Schule des sekundären Bildungsbereichs. Die Schule befindet sich in der Innenstadt der ostsächsischen Großen Kreisstadt Löbau, in der Pestalozzistraße 17.
Das 1897 im Stil der deutschen Neorenaissance erbaute Schulgebäude mit Turnhalle mit separaten Eingängen für Mädchen und Knaben ist baugeschichtlich und ortsgeschichtlich von Bedeutung und steht heute als II. (neue) Bürgerschule unter Denkmalschutz (09222535). Die Schule wurde nach dem Schweizer Pädagogen Johann Heinrich Pestalozzi benannt.

## Bekannte Schüler
- Christian Reitz, Sportschütze